# Бен-Слиман, Мехди
Мехди Бен-Слиман (араб. المهدي بن سليمان‎, 1 января 1974) — тунисский футболист, выступавший на позиции нападающего за сборную Туниса.

## Клубная карьера
Мехди Бен-Слиман начинал свою карьеру футболиста в тунисском клубе «Ла-Марса». В 1996 году он перешёл во французский «Олимпик Марсель». 19 сентября того же года Бен-Слиман дебютировал во французской Лиге 1, выйдя на замену в концовке гостевого поединка против «Лилля».
В 1997 году тунисец стал игроком немецкого «Фрайбурга», с которым по итогам сезона 1997/98 вышел в Бундеслигу. 30 апреля 1999 года Бен-Слиман забил свой первый гол в рамках главной немецкой лиги, открыв счёт в домашнем матче со франкфуртским «Айнтрахтом». Летом 2000 года форвард был отдан в аренду команде Второй Бундеслиги «Боруссии» из Мёнхенгладбаха, а затем — саудовскому «Аль-Насру».
В 2002 году Бен-Слиман вернулся на родину, перейдя в «Клуб Африкэн».

## Карьера в сборной
Мехди Бен-Слиман играл за сборную Туниса на Кубке африканских наций 1996 года в ЮАР, где провёл за неё все шесть матчей: группового этапа с Мозамбиком, Ганой и Кот-д’Ивуаром, четвертьфинала с Габоном, полуфинала с Замбией и финала с ЮАР. Он также сыграл в одном матче футбольного турнира летних Олимпийских играх 1996 в США: группового этапа с Португалией.
На Кубке африканских наций 1998 в Буркина-Фасо он отыграл за Тунис четыре матча: группового этапа с Ганой, ДР Конго и Того и четвертьфинала с хозяевами турнира. В поединках с заирцами и тоголезцами Бен-Слиман забил по голу. Форвард был включён в состав сборной Туниса на чемпионат мира по футболу 1998 года во Франции, где выходил в основном составе во всех трёх играх своей команды на турнире: с Англией, Колумбией и Румынией.